# Tipula (Microtipula) extensistyla
Tipula (Microtipula) extensistyla is een tweevleugelige uit de familie langpootmuggen (Tipulidae). De soort komt voor in het Neotropisch gebied.